# Dobránszky János
Dobránszky János (Ján Dobránsky; Nagysáros, 1869. május 9. – Tótsóvár, 1950. február 20.) esperesplébános, pápai kamarás, politikus, publicista.

## Élete
Az eperjesi gimnáziumban tanult, majd Kassán tanult teológiát. 1894-ben Kassán a Szent Mihály kápolnában Bubics Zsigmond püspök pappá szentelte. Somoson, majd Ternyén, majd ismét Somoson, végül 1899-ben Nagymihályban lett káplán. 1899-től Sirokán adminisztrátor, 1915-től Tótsóvár adminisztrátora, majd plébánosa, később alesperese. 1931-től esperes. 1933-tól pápai kamarás.
A szlovák eszme képviselője. A csehszlovák államfordulat után aktív politikai szerepet vállalt. A sárosi keresztényszocialista szlovákok vezére. 1923 után a párt szlovák szekciójának egyik vezető alakja. Előbb megyei képviselő, majd 1929-1935 között prágai nemzetgyűlési képviselő. 1929-ben házkutatást tartottak nála és Szüllő Gézánál Pozsonyban. Október 28-án letartóztatták, majd Kassán is házkutatást végeztek a pártirodában. A eredménytelen házkutatás után szabadon engedték. Ezek az atrocitások azonban csak hozzájárultak a választási sikeréhez. 1936-tól az Egyesült Magyar Párt egyik alelnöke volt, a nemzetiségi szakosztály elnöke lett.
1926-tól a nyugdíjas egyházi alap bizottsági tagja volt. A Szlovák Katolikus Ifjúsági Egyesület moderátora. 

## Művei
- 1900 Virozumne poučenie o dochovaní a pestovaní lenu. (sárosi nyelvjárásban)
- 1906 František Rákoczi. (fordítás)

Cikkei jelentek meg a Svätý ruženec folyóiratban.